# Promozione Veneto 1975-1976
Nella stagione 1975-1976 la Promozione era il quinto livello del calcio italiano (il massimo livello regionale). Qui vi sono le statistiche relative al campionato in Veneto.
Il campionato è strutturato in vari gironi all'italiana su base regionale, gestiti dai Comitati Regionali di competenza. Promozioni alla categoria superiore e retrocessioni in quella inferiore non erano sempre omogenee; erano quantificate all'inizio del campionato dal Comitato Regionale secondo le direttive stabilite dalla Lega Nazionale Dilettanti, ma flessibili, in relazione al numero delle società retrocesse dal Campionato Interregionale e perciò, a seconda delle varie situazioni regionali, la fine del campionato poteva avere degli spareggi sia di promozione che di retrocessione.

## Girone A

### Squadre partecipanti
| Club               | Città                              |
| ------------------ | ---------------------------------- |
| A.C. Abano         | Abano Terme (PD)                   |
| G.S. Ambrosiana    | Sant'Ambrogio di Valpolicella (VR) |
| A.C. Badia         | Badia Polesine                     |
| A.C. Castelmassa   | Castelmassa (RO)                   |
| U.S. Cerea         | Cerea (VR)                         |
| A.C. Contarina     | Contarina (RO)                     |
| U.S. Malo          | Malo (VI)                          |
| G.S. Mira          | Mira (VE)                          |
| Monselice Calcio   | Monselice (PD)                     |
| Rovigo Calcio      | Rovigo (RO)                        |
| A.C. S.A.B.A. Zanè | Zanè (VI)                          |
| A.C. Schio         | Schio (VI)                         |
| A.S. Sommacampagna | Sommacampagna (VR)                 |
| U.S. Tagliolese    | Taglio di Po (RO)                  |
| A.C. Thiene        | Thiene (VI)                        |
| A.C. Trissino      | Trissino (VI)                      |

### Classifica finale
|  | Pos. | Squadra       | Pt | G  | V  | N  | P  | GF | GS | DR |
|  | ---- | ------------- | -- | -- | -- | -- | -- | -- | -- | -- |
|  | 1.   | Monselice     | 44 | 30 | 15 | 14 | 1  | 43 | 19 |    |
|  | 2.   | Cerea         | 40 | 30 | 15 | 10 | 5  | 42 | 25 |    |
|  | 3.   | Abano Terme   | 39 | 30 | 16 | 7  | 7  | 48 | 24 |    |
|  | 4.   | Contarina     | 38 | 30 | 16 | 6  | 8  | 39 | 22 |    |
|  | 5.   | Malo          | 34 | 30 | 10 | 14 | 6  | 32 | 29 |    |
|  | 6.   | Trissino      | 32 | 30 | 9  | 14 | 7  | 24 | 21 |    |
|  | 7.   | Rovigo        | 31 | 30 | 11 | 9  | 10 | 25 | 26 |    |
|  | 8.   | Sommacampagna | 28 | 30 | 8  | 12 | 10 | 22 | 22 |    |
|  | 9.   | Mira          | 27 | 30 | 9  | 9  | 12 | 35 | 35 |    |
|  | 10.  | S.A.B.A. Zanè | 27 | 30 | 9  | 9  | 12 | 22 | 30 |    |
|  | 11.  | Schio         | 26 | 30 | 9  | 8  | 13 | 33 | 39 |    |
|  | 12.  | Tagliolese    | 26 | 30 | 10 | 6  | 14 | 24 | 27 |    |
|  | 13.  | Badia         | 25 | 30 | 7  | 11 | 12 | 21 | 30 |    |
|  | 14.  | Ambrosiana    | 22 | 30 | 6  | 10 | 14 | 21 | 40 |    |
|  | 15.  | Castelmassa   | 21 | 30 | 7  | 7  | 16 | 28 | 45 |    |
|  | 16.  | Thiene        | 20 | 30 | 5  | 10 | 15 | 22 | 45 |    |

Verdetti

## Girone B

### Squadre partecipanti
| Club                | Città                      |
| ------------------- | -------------------------- |
| A.C. Caorle         | Caorle (VE)                |
| A.S. Cittadella     | Cittadella (PD)            |
| G.S. Giorgione      | Castelfranco Veneto (TV)   |
| A.C. Jesolo         | Jesolo (VE)                |
| A.C. Julia          | Concordia Sagittaria (VE)  |
| A.C. La Marenese    | Mareno di Piave (TV)       |
| S.S.. Libertas      | Ceggia (VE)                |
| A.C. Luparense      | San Martino di Lupari (PD) |
| U.S. Miranese       | Mirano (VE)                |
| A.S. Montello       | Volpago del Montello (TV)  |
| U.S. Opitergina     | Oderzo (TV)                |
| A.C. Pellizzari     | Vedelago (TV)              |
| A.S. Pievigina      | Pieve di Soligo (TV)       |
| A.C. Pro Mogliano   | Mogliano Veneto (TV)       |
| U.S. Sile Lucatello | Quarto d'Altino (VE)       |
| A.C. Spinea         | Spinea (VE)                |

### Classifica finale
|  | Pos. | Squadra         | Pt | G  | V  | N  | P  | GF | GS | DR |
|  | ---- | --------------- | -- | -- | -- | -- | -- | -- | -- | -- |
|  | 1.   | Montello        | 40 | 30 | 15 | 14 | 1  | 43 | 19 |    |
|  | 2.   | La Marenese     | 40 | 30 | 15 | 10 | 5  | 50 | 26 |    |
|  | 3.   | Miranese        | 34 | 30 | 12 | 10 | 8  | 35 | 24 |    |
|  | 4.   | Jesolo          | 33 | 30 | 12 | 9  | 9  | 31 | 23 |    |
|  | 4.   | Caorle (-4)     | 33 | 30 | 13 | 11 | 6  | 30 | 14 |    |
|  | 6.   | Pievigina       | 32 | 30 | 13 | 6  | 11 | 29 | 28 |    |
|  | 6.   | Spinea          | 32 | 30 | 10 | 12 | 8  | 26 | 28 |    |
|  | 8.   | Giorgione       | 31 | 30 | 10 | 11 | 9  | 23 | 23 |    |
|  | 9.   | Pro Mogliano    | 30 | 30 | 9  | 12 | 9  | 30 | 34 |    |
|  | 10.  | Opitergina      | 29 | 30 | 10 | 9  | 11 | 29 | 33 |    |
|  | 11.  | Sile Lucatello  | 29 | 30 | 10 | 9  | 11 | 30 | 32 |    |
|  | 12.  | Cittadella      | 28 | 30 | 6  | 16 | 8  | 29 | 33 |    |
|  | 12.  | Pellizzari      | 27 | 30 | 7  | 13 | 10 | 17 | 23 |    |
|  | 14.  | Luparense       | 26 | 30 | 6  | 14 | 10 | 24 | 33 |    |
|  | 15.  | Julia           | 18 | 30 | 5  | 8  | 17 | 26 | 47 |    |
|  | 16.  | Libertas Ceggia | 14 | 30 | 5  | 4  | 21 | 23 | 47 |    |

Verdetti
- Spareggio per il 1º posto in classifica:
  - a Treviso il ???: Montello-La Marenese 0-0;
- Ripetizione:
  - a Treviso il ???: Montello-La Marenese 2-0.